# Neil McCann
Neil Docherty McCann (Greenock, 11 agosto 1974) è un allenatore di calcio ed ex calciatore scozzese, di ruolo centrocampista.

## Palmarès

### Giocatore

#### Competizioni nazionali
- Campionato scozzese: 3

Rangers: 1998-1999, 1999-2000, 2002-2003
- Coppa di Scozia: 4

Rangers: 1998-1999, 1999-2000, 2001-2002, 2002-2003
- Coppa di Lega scozzese: 3

Rangers: 1998-1999, 2001-2002, 2002-2003